# Nişantaşı
Nişantaşı es un barrio del distrito de Şişli, en el lado europeo de Estambul, Turquía. Comprende zonas como Teşvikiye, Maçka, Osmanbey y Pangaltı. Es un popular distrito residencial y de compras, considerado uno de los barrios más exclusivos de la ciudad. Contiene tiendas de marca, cafeterías europeas, pubs, restaurantes y discotecas. Abdi İpekçi Street, la calle de tiendas más cara de Turquía por el precios del alquiler, se extiende desde los barrios de Maçka y Teşvikiye hasta el centro de Nişantaşı.

## Historia
Nişantaşı fue fundado por el sultán otomano Abdülmecit I a mediados del siglo XIX. Eirigió dos obeliscos para marcar el comienzo y el final del barrio. Ordenó la construcción de la neoclásica Comisaría de Policía de Teşvikiye y la neobarroca Mezquita Teşvikiye para el distrito, animando a los ciudadanos de Estambul a trasladarse aquí (de aquí el nombre Teşvikiye que significa estímulo en turco otomano). 
La palabra Nişantaşı significa literalmente piedra que marca en turco. Estas piedras se erigían para marcar los objetivos de los campos de tiro de los arqueros y sultanes otomanos. Algunas de estas piedras diana tienen forma de pequeños obeliscos con inscripciones en turco y todavía se pueden encontrar en las aceras de Nişantaşı como monumentos del pasado. Las inscripciones dan información sobre la fecha, el tirador y la distancia que se lanzó la flecha.
Tras las Guerras de los Balcanes de 1912-1913, muchos turcos de Macedonia, especialmente Salónica (Selânik, que fue una metrópolis otomana hasta 1912) se trasladaron a en Nişantaş, incluida la familia del famoso poeta turco Nâzım Hikmet. Aparte de turcos, el barrio tenía importantes comunidades griegas, judías, armenias y levantinas.
El edificio de la Escuela Técnica Superior Maçka (Maçka Akif Tuncel Teknik ve Endüstri Meslek Lisesi) fue construida por los italianos para que fuera la nueva embajada de su país en Estambul. Sin embargo, cuando Ankara se convirtió en la nueva capital del país, en 1923, el edificio fue donado a la República Turca y desde entonces se ha usado como una escuela. Hay tres escuelas primarias públicas Nişantaşı Avenue (Nilüfer Hatun, Sait Çiftçi, y Maçka) y dos institutos públicos (Rüştü Uzel y Nuri Akın.) Nişantaşı también contiene el prestigioso Feyziye Mektepleri Vakfı Işık Okulları (Escuelas Privadas Işık de la Fundación Feyziye), escuela privada con preescolar, primaria y secundaria en su campus. Fue fundada en 1885 como Escuela Primaria Şemsi Efendi en la ciudad otomana de Selânik (Mustafa Kemal Atatürk, fundador y primer Presidente de la República de Turquía, estudió en la Şemsi Efendi Primary School.) En esta zona también se sitúan varias facultades de la Universidad de Estambul y la Universidad del Mármara.

## En la actualidad
Nişantaşı es en la actualidad una zona comercial y residencial elegante. En el barrio están ambientadas varias novelas del escritor turco Orhan Pamuk, Premio Nobel de Literatura, residente en él. Nişantaşı tiene la mayor comunidad de residentes extranjeros de Estambul tras Taksim y Cihangir.[cita requerida]

## Galería de imágenes

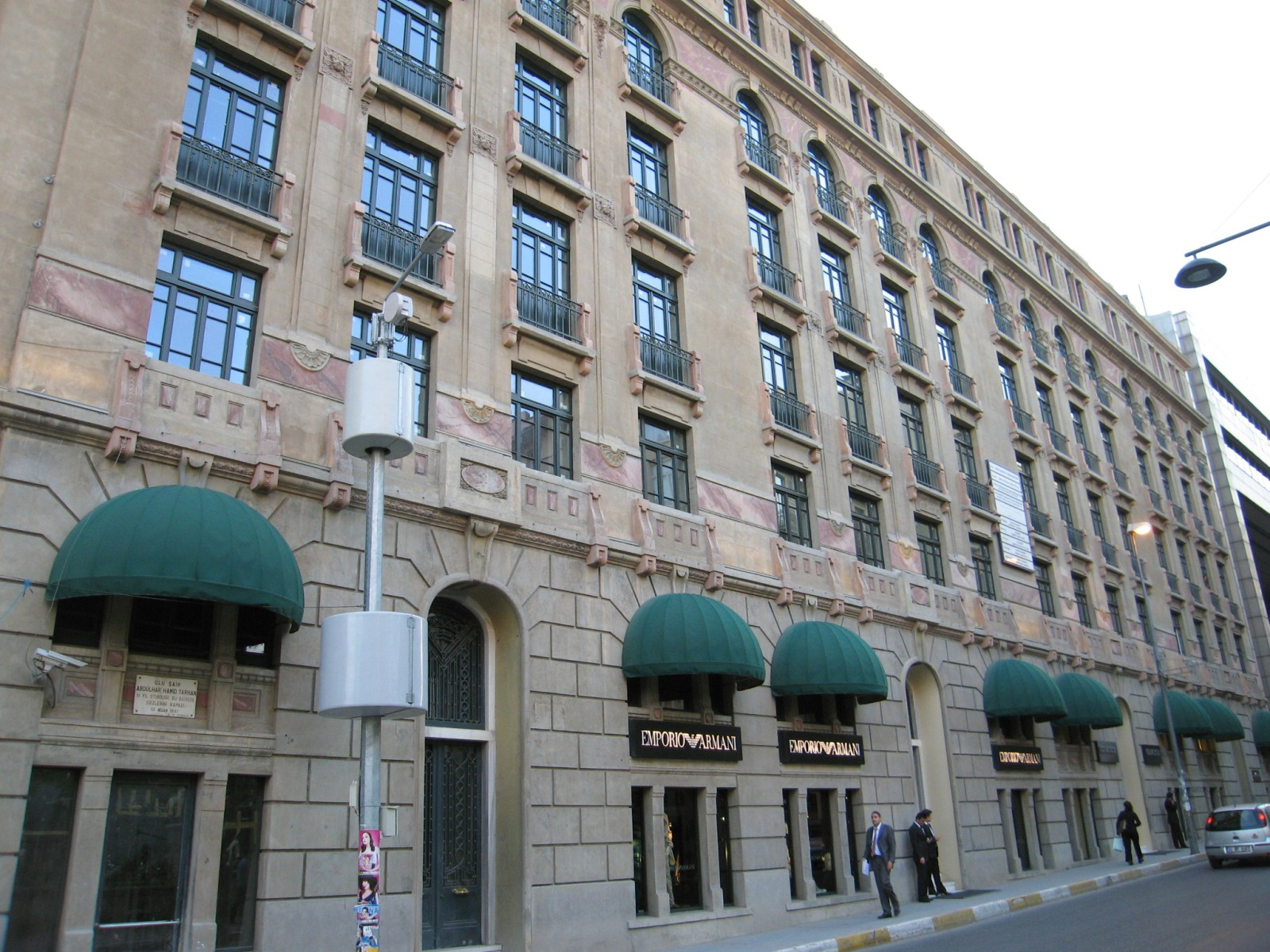
Maçka Palas (1922), diseñado por Giulio Mongeri,[3] alberga las tiendas Emporio Armani, Armani Café y Gucci.
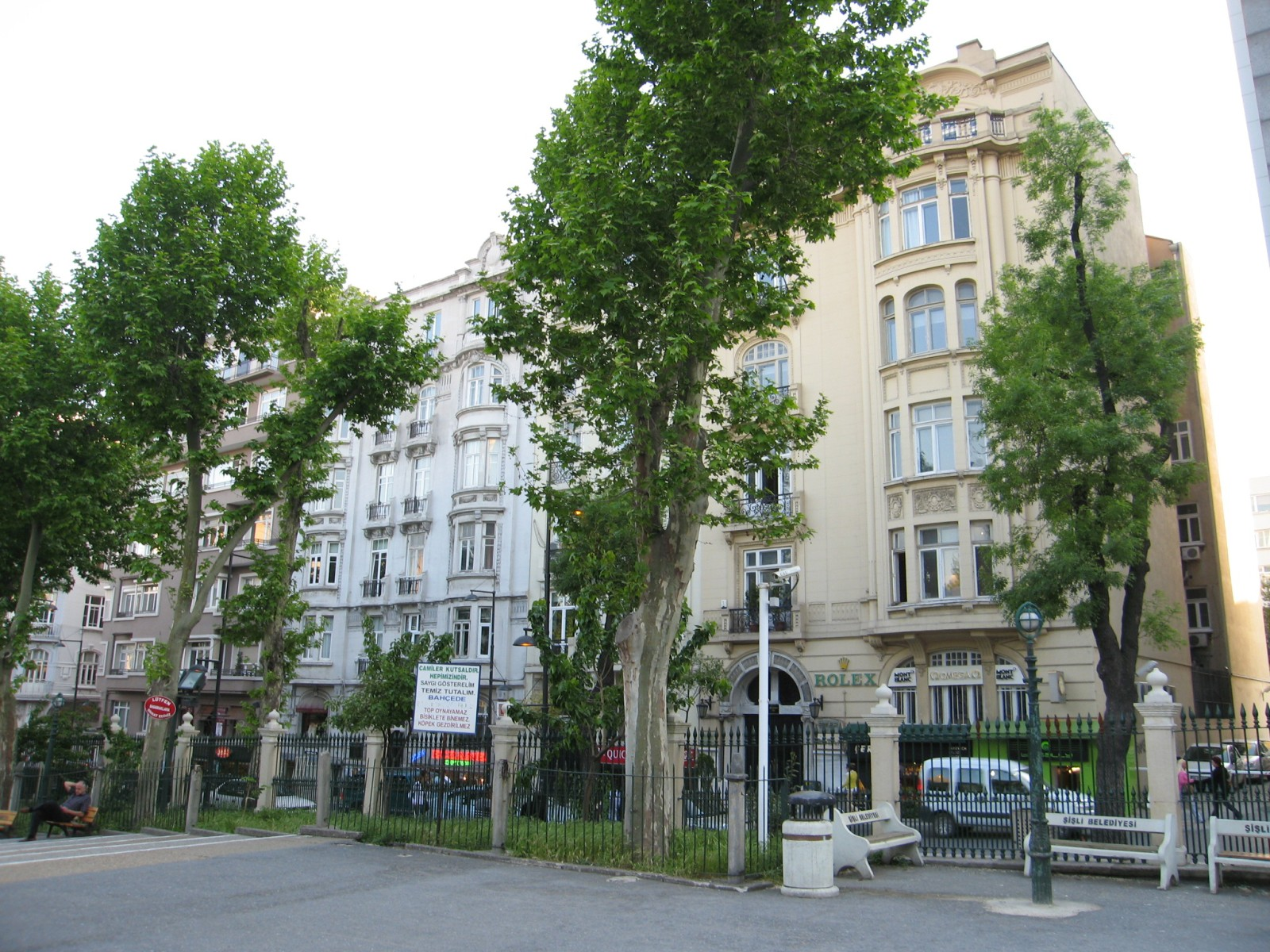
Edificios de apartamentos de estilo Art Nouveau en Teşvikiye, Nişantaşı.
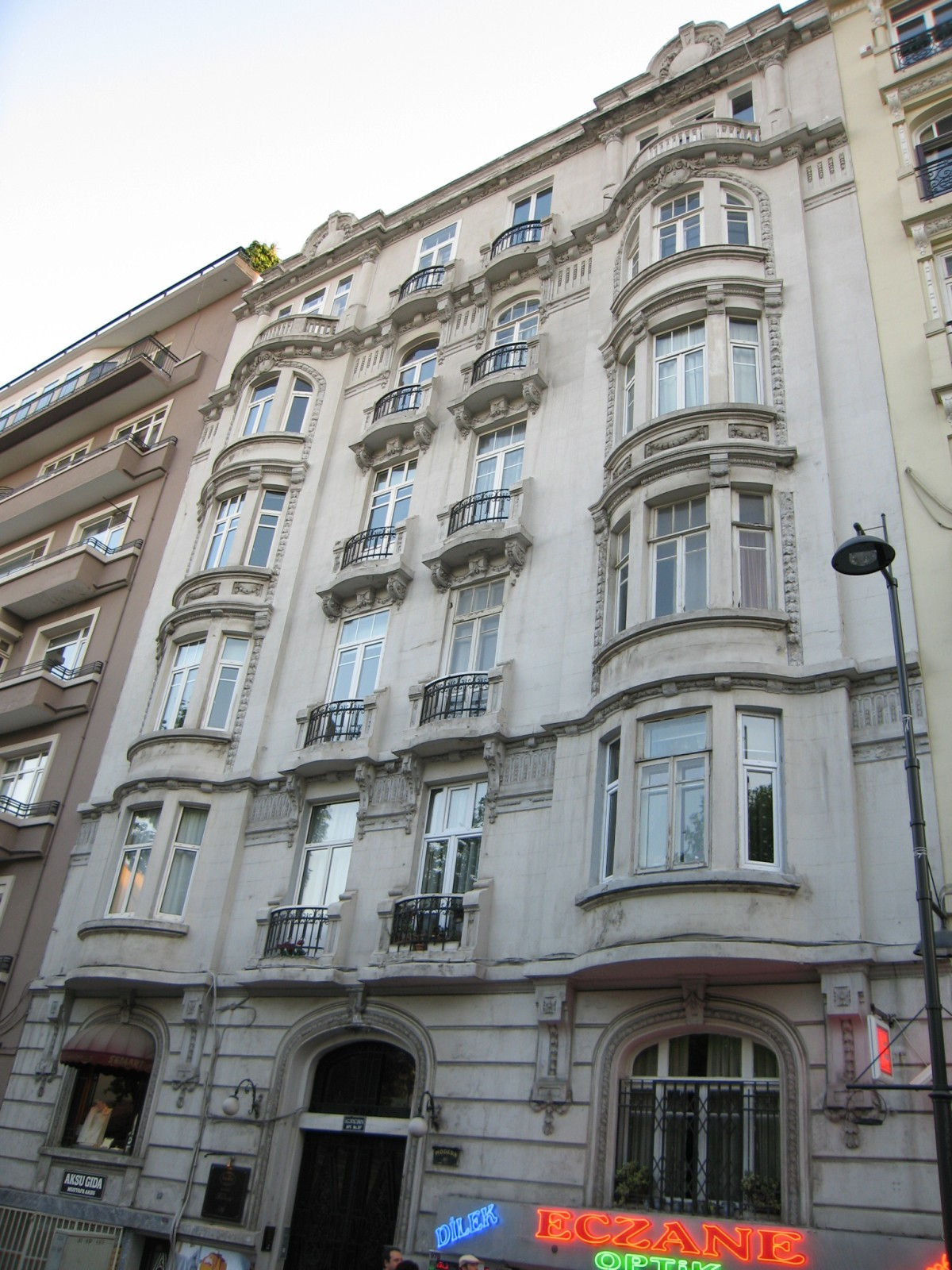
Edificios de apartamentos de estilo Art Nouveau en Teşvikiye, Nişantaşı.
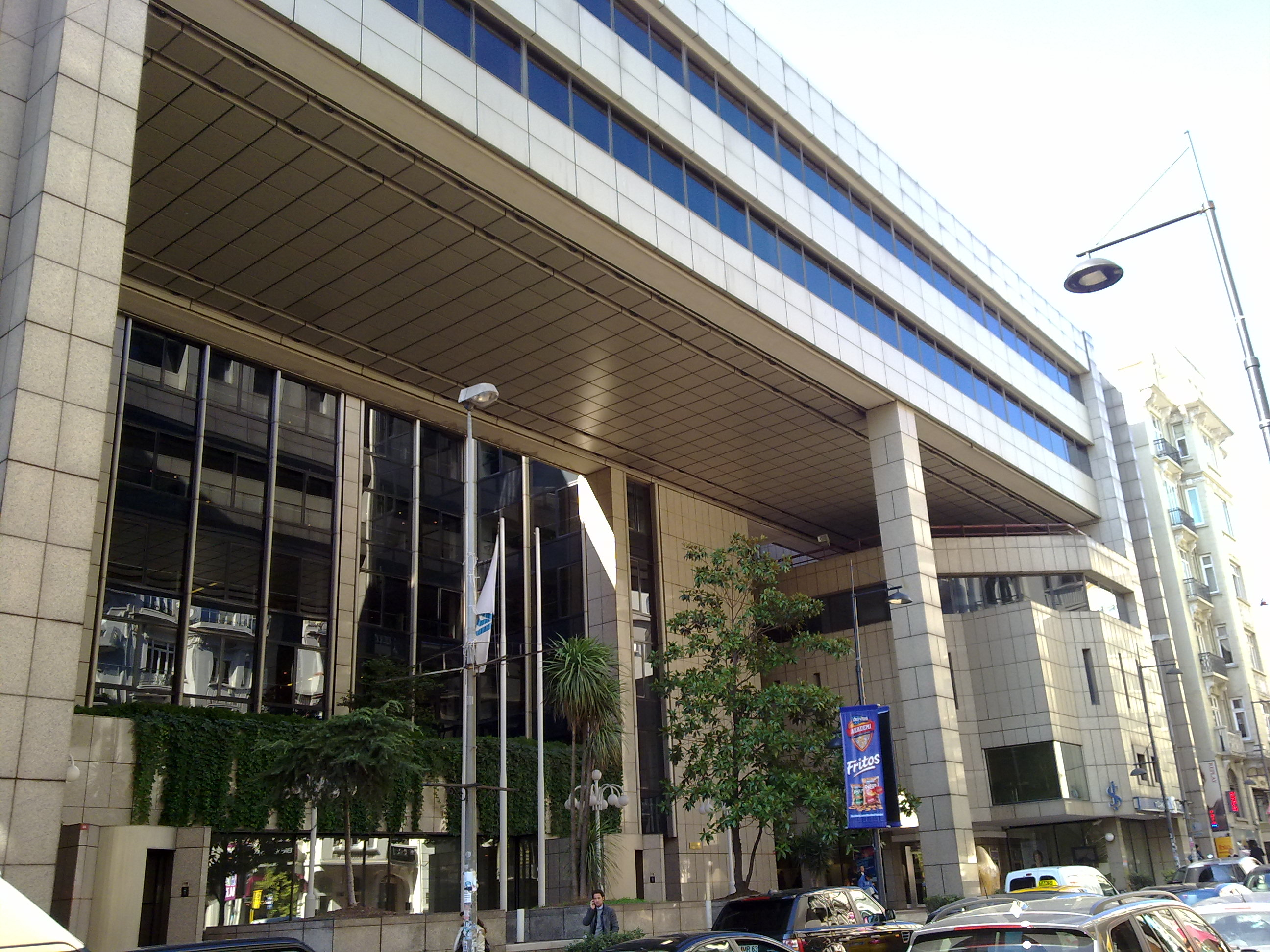
Edificio de Millî Reasürans (Reaseguradora Nacional) en Teşvikiye, Nişantaşı.
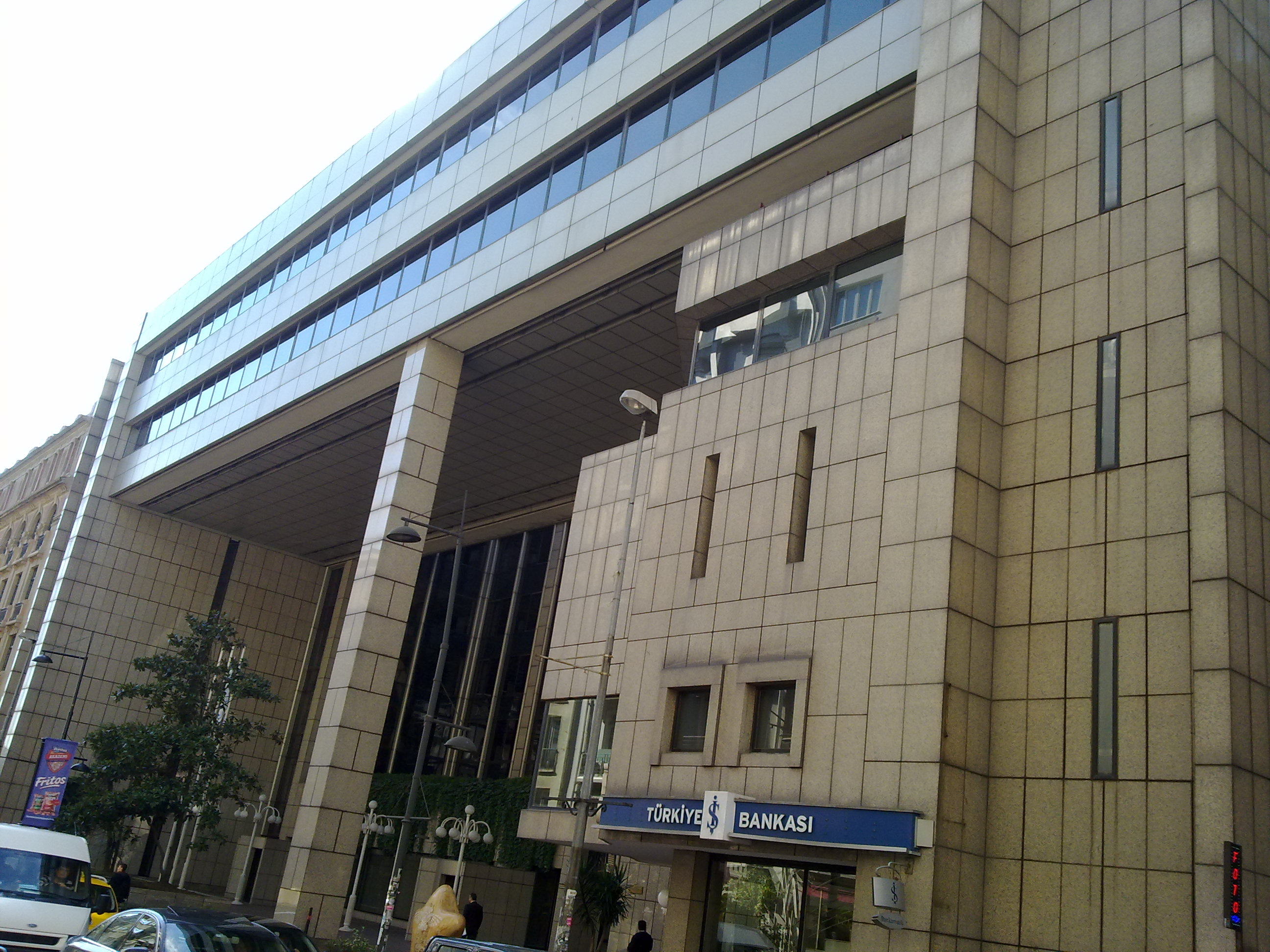
Edificio de Millî Reasürans (Reaseguradora Nacional) en Teşvikiye, Nişantaşı.
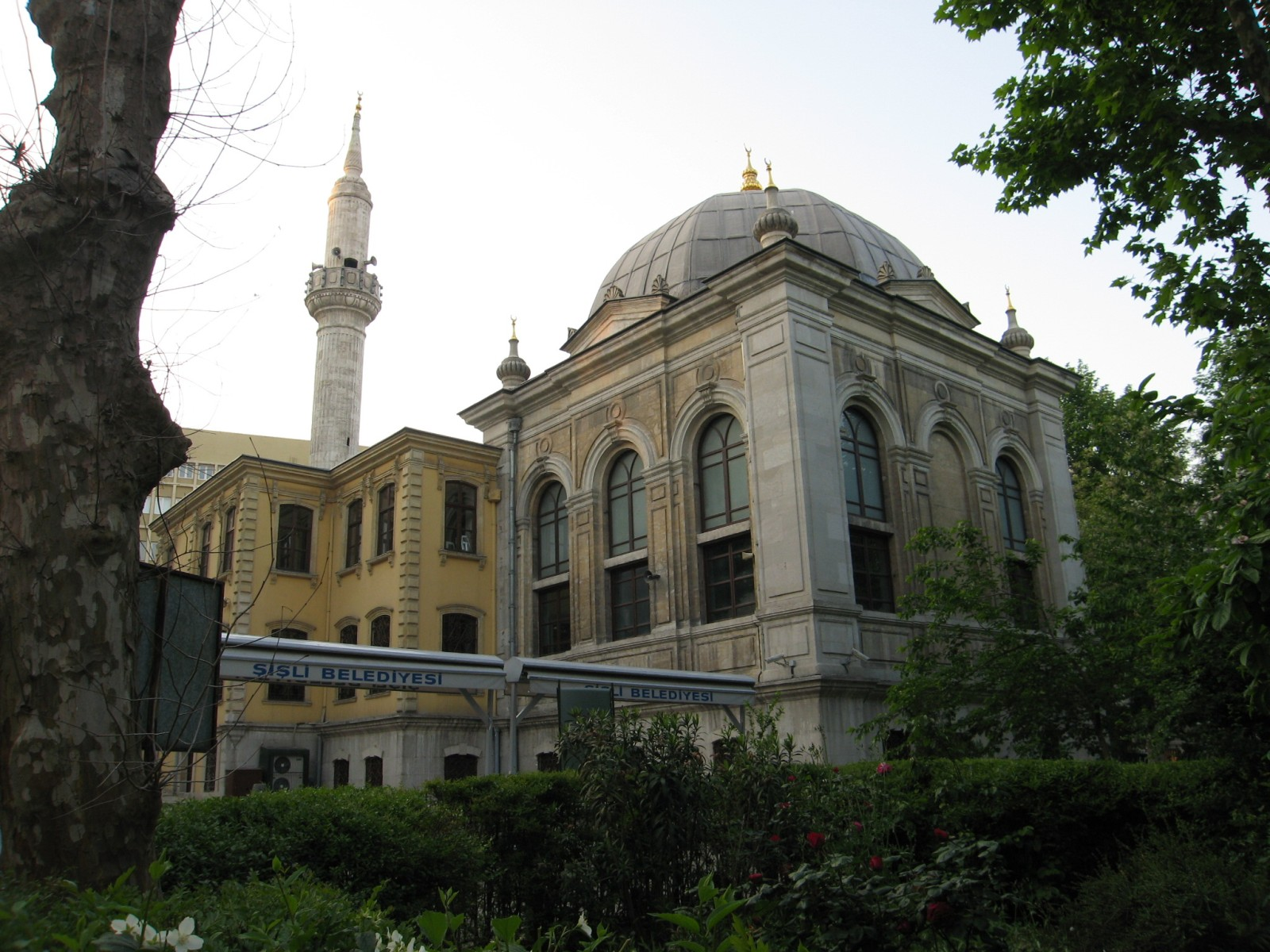
Mezquita Teşvikiye en Teşvikiye, Nişantaşı.
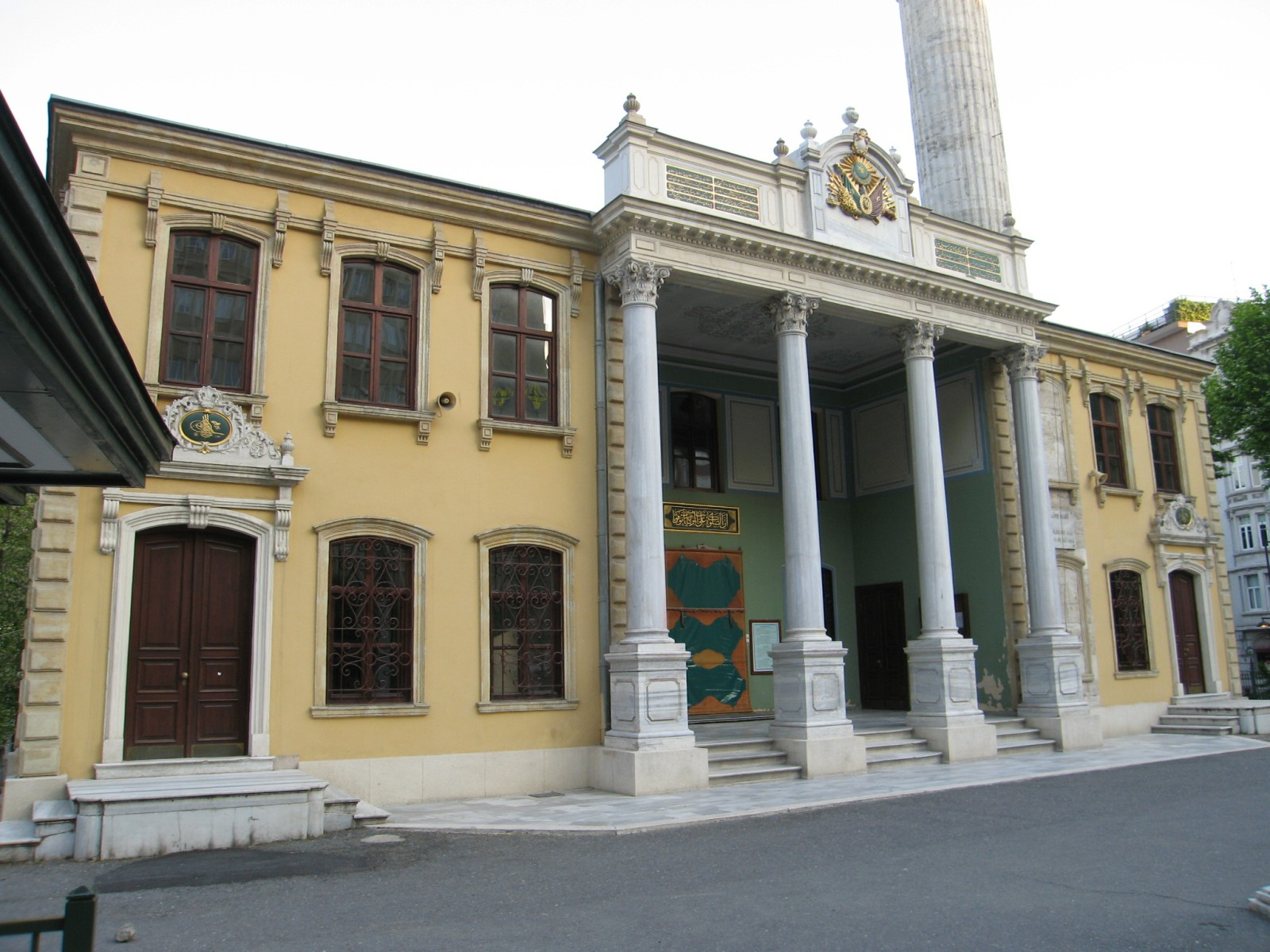
Mezquita Teşvikiye en Teşvikiye, Nişantaşı.
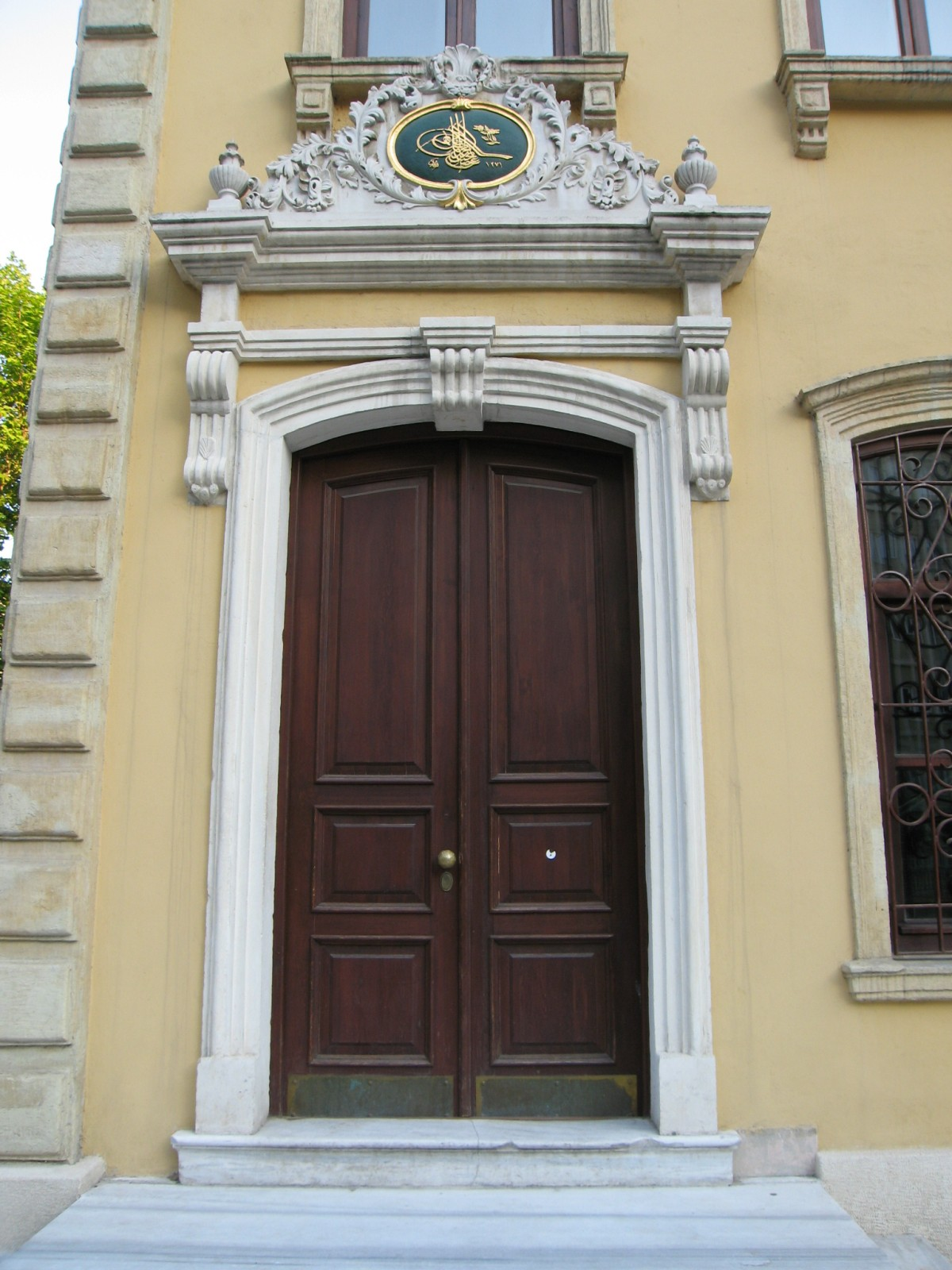
Mezquita Teşvikiye en Teşvikiye, Nişantaşı.
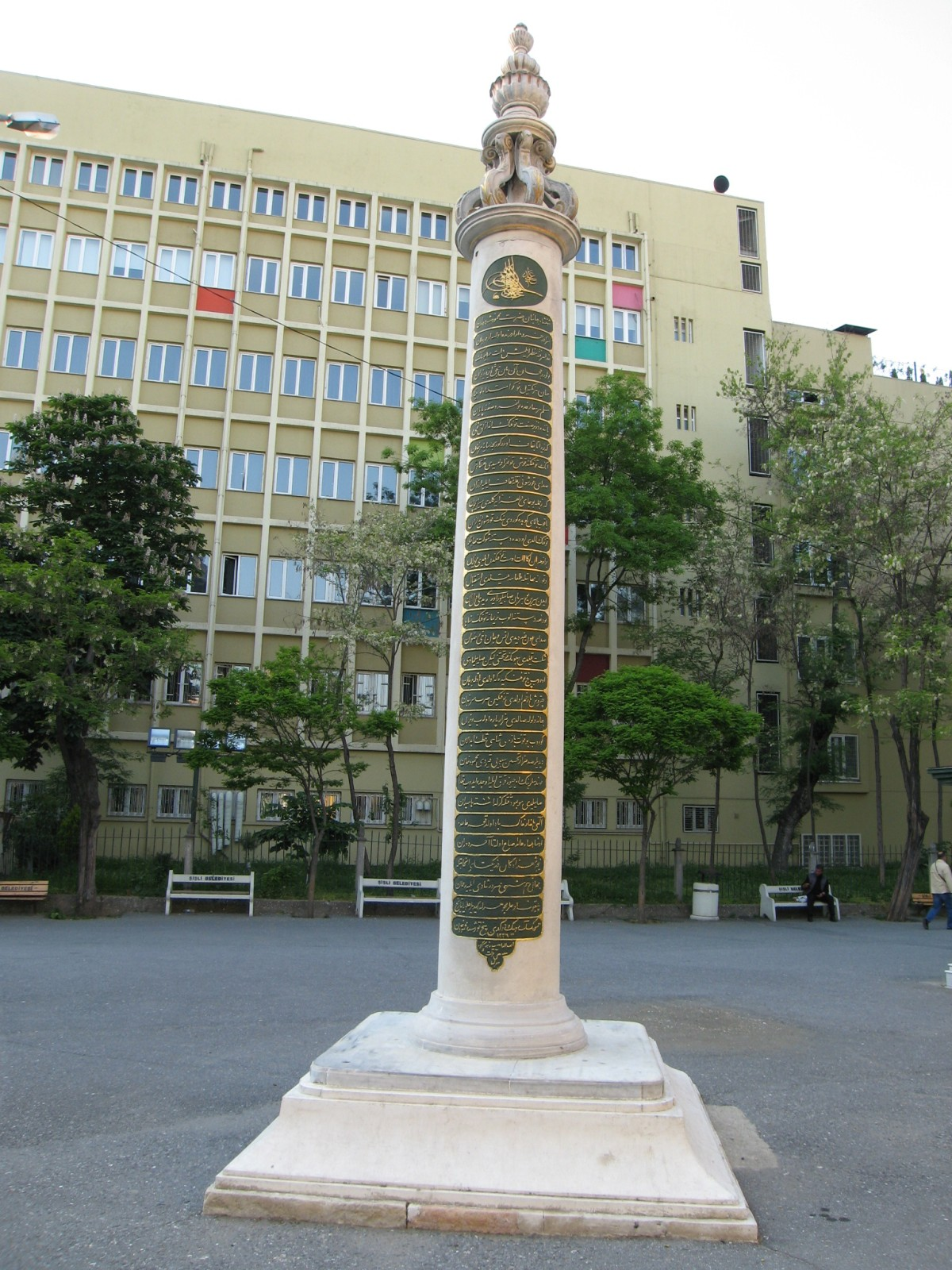
Una de las dos piedras de tiro con arco en el patio de la Mezquita Teşvikiye en Teşvikiye, Nişantaşı.
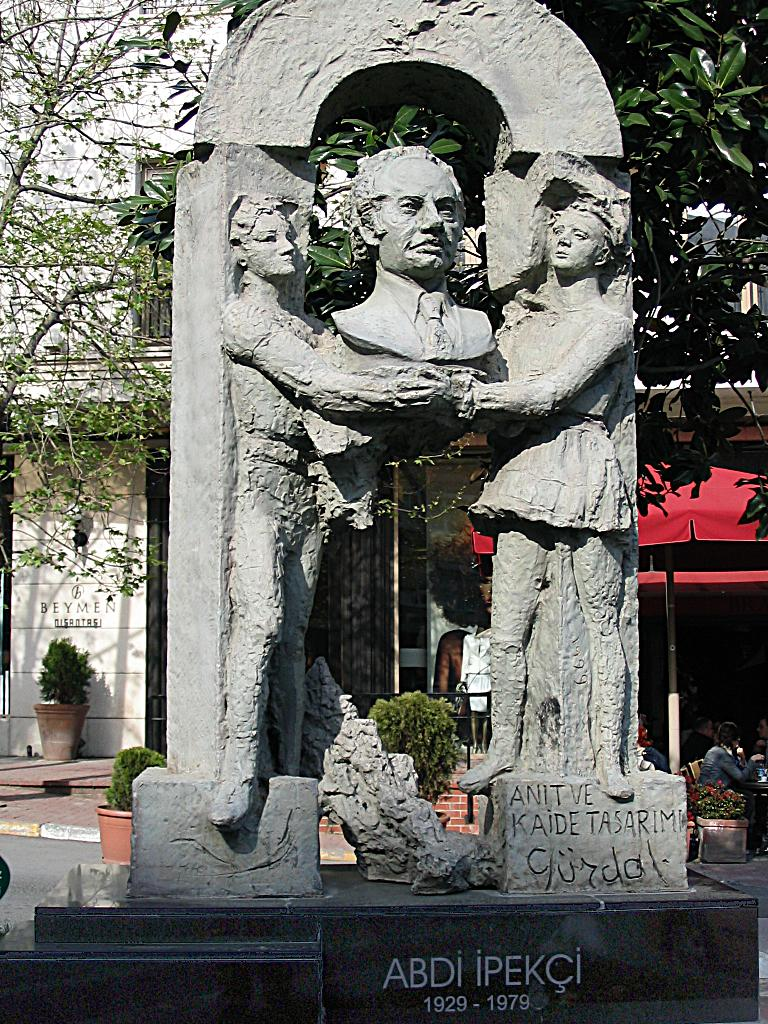
Monumento a Abdi İpekçi en Nişantaşı.
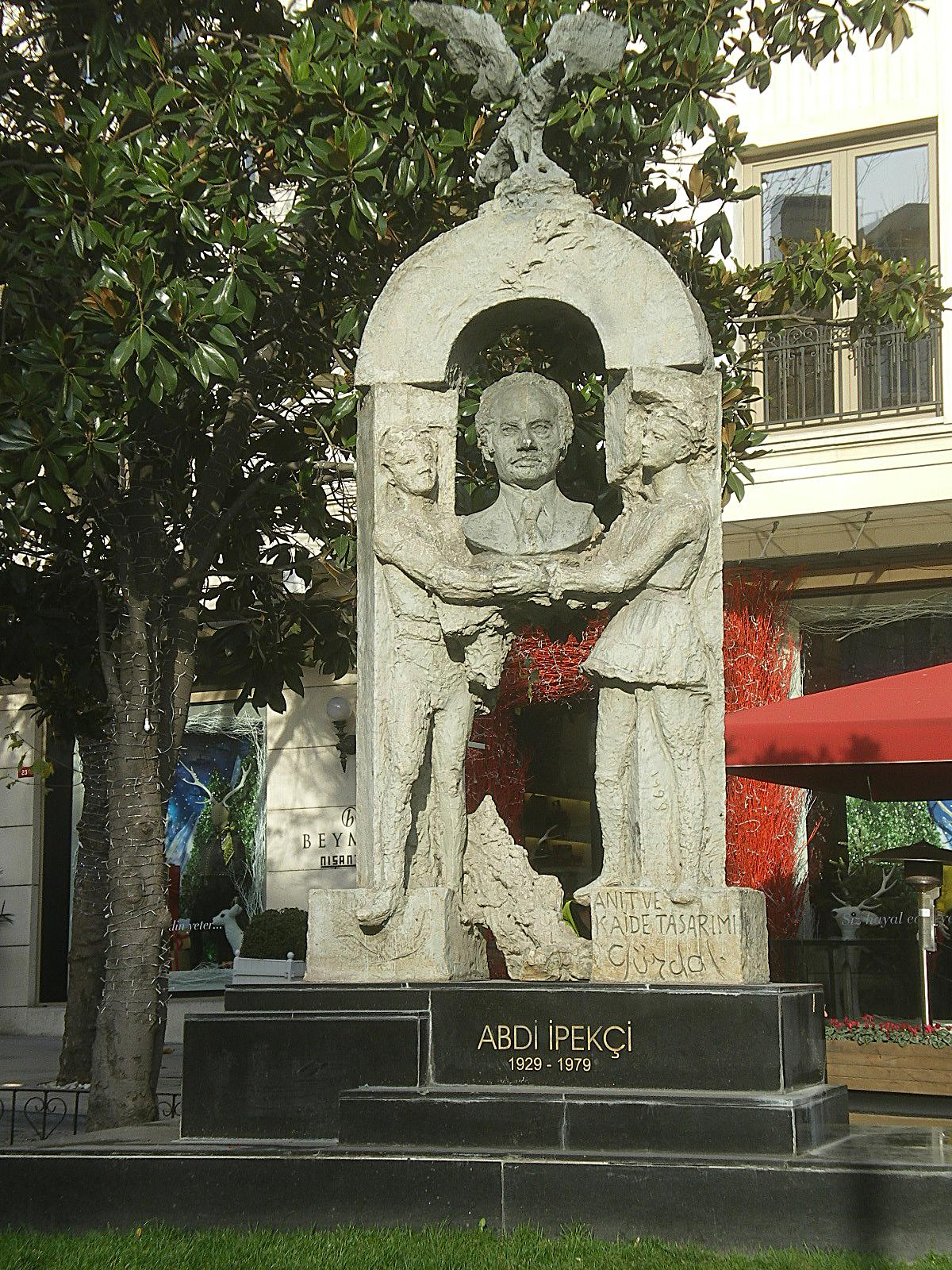
Monumento a Abdi İpekçi en Nişantaşı.
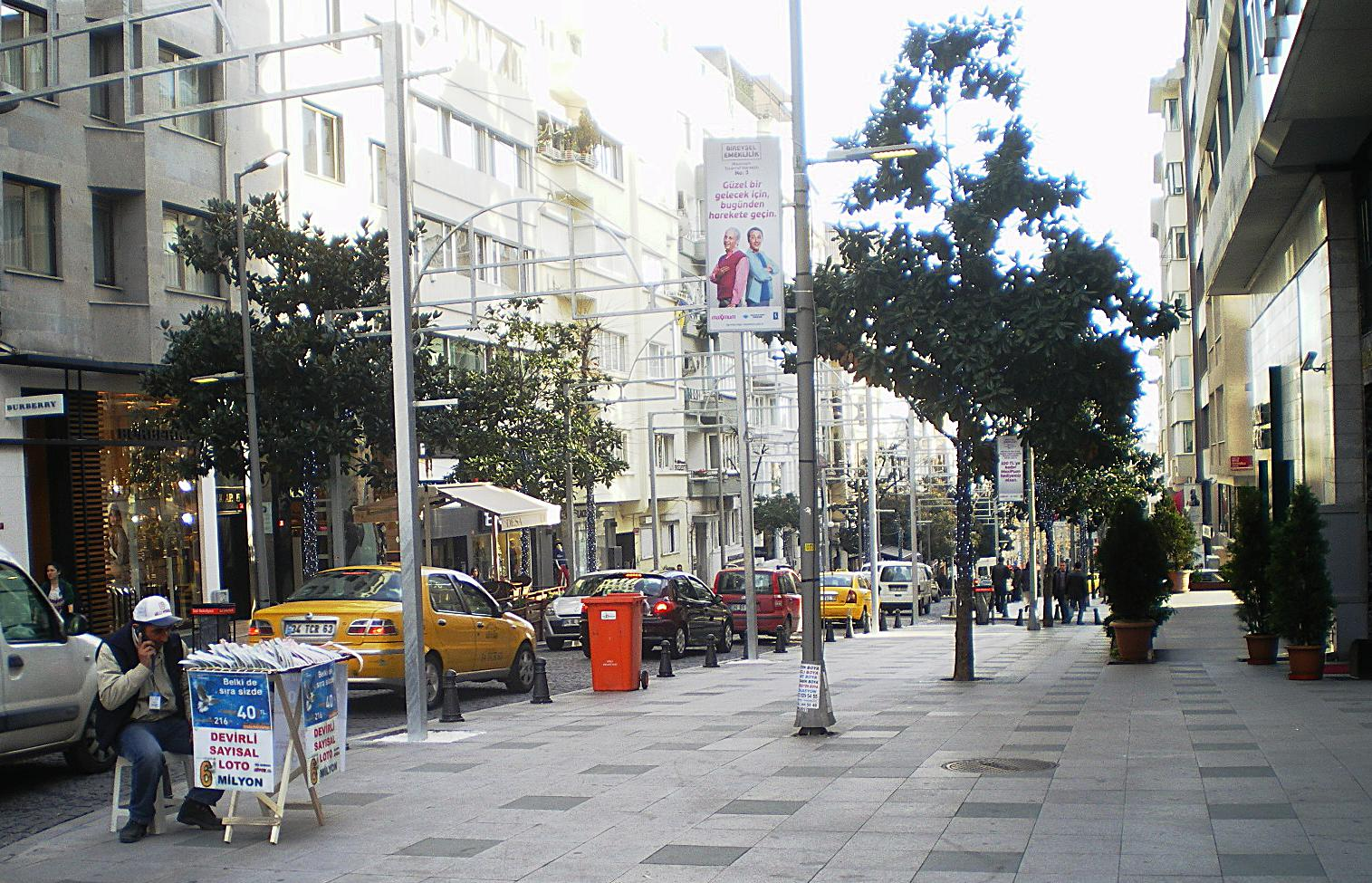
Abdi İpekçi Street en Nişantaşı.